# Ivair
Ivair (Bauru, Brasil; 21 de enero de 1945 - Sao Paulo, Brasil; 15 de agosto de 2024) fue un futbolista brasileño que jugó en la posición de delantero centro.

## Carrera

### Club
| Periodo   | Club                   |
| --------- | ---------------------- |
| 1963–1969 | Portuguesa             |
| 1970      | SC Corinthians         |
| 1971-1975 | Fluminense FC          |
| 1974      | → America RJ (cedido)  |
| 1974      | → Paysandu SC (cedido) |
| 1975-1978 | Toronto Metros-Croatia |
| 1979      | Toronto Blizzard       |
| 1979      | Toronto Panhellenic    |
| 1980      | Cleveland Cobras       |
| 1981-1982 | Kansas City Stars      |
| 1982-1983 | Boston Athletic        |

### Selección nacional
Jugó para Brasil en una ocasión en 1966.

## Logros
- Soccer Bowl (1): 1976[6]
- Campeonato Carioca (2): 1971, 1973
- Taça Guanabara (1): 1971